# Блажей Вадим Валерійович
Вадим Валерійович Блажей (6 вересня 1969, Київ) — український дипломат. Тимчасовий повірений у справах України в Алжиру.

## Біографія
Народився 16 вересня 1969 року в місті Києві. У 1993 році закінчив Український інститут міжнародних відносин при Київському державному університеті ім. Т. Г. Шевченка, спеціаліст з міжнародних відносин, референт-перекладач французької мови; У 1998 році закінчив Національну академію внутрішніх справ України, правознавець; У 1998 — Дипломатичну академію України при Міністерстві закордонних справ України, магістр зовнішньої політики
У 1993–1995 рр. — аташе, третій секретар Консульського управління МЗС України
У 1995–1996 рр. — другий секретар — помічник заступника міністра закордонних справ України
У 1996–1998 рр. — слухач Дипломатичної академії України при МЗС України
У 1998–2000 рр. — перший секретар Консульського управління МЗС України.
У 2000–2003 рр. — другий секретар з консульських питань Посольства України в Королівстві Бельгія.
У 2004–2010 рр. — перший секретар, радник Департаменту персоналу Міністерства закордонних справ України
У 2011–2014 рр. — радник Посольства України в Алжирській Народній Демократичній Республіці
З липня 2014 року — тимчасовий повірений у справах України в Алжирській Народній Демократичній Республіці.
Член Українського Геральдичного Товариства.